# Тимоха Олександр Миколайович
Олександр Миколайович Тимоха (нар. 13 липня 1962, м. Київ) — математик та механік, фундатор декількох наукових напрямків з математичних проблем нелінійної механіки, хвильової гідромеханіки, вібромеханіки, а також теорії крайових задач з вільною межею математичної фізики. Академік НАН України.
У 1984 р. закінчив Київський державний університет ім. Тараса Шевченка. Наразі працює в Інституті математики НАН України.
Тимоха належить до київської математичної школи, яку започатковано академіками М. О. Лаврентьєвим, О. Ю. Ішлінським, В. Л. Кошляковим та І. О. Луковським[джерело?].

## Статус
Захистив дисертацію кандидата фізико-математичних наук (1988 р.) та доктора фізико-математичних наук («Прямі методи в нелінійних задачах теорії віброакустичної взаємодії поверхневих хвиль», 1993 р.).
Член-кореспондент НАН України (2015 р.), академік НАН України (2021 р.).
Лауреат Державної премії в галузі науки і техніки (2012 р.), Премії М.Крилова НАН України (2000 р.), Премії В.Петришина за найкращу роботу в нелінійному аналізі (1994 р., США), Alexander von Humboldt Fellow (2003 р., ФРН), NATO Senior Scientist (1998 р.), Запрошений член Товариства Прикладної Математики та Механіки (GAMM, 1995 р., ФРН), Запрошений член Американського Математичного Товариства (AMS, 1995 р., США)
Запрошений член Європейського товариства механіки (EUROMECH, 2014 р.).
З 2017 р. — завідувач відділу математичних проблеми механіки та теорії керування Інституту математики НАН України.
З грудня 2021 р. — директор Інституту математики НАН України.

## Міжнародна діяльність
Запрошений професор University of Surrey (Велика Британія, з 2012 р.) та Norwegian University of Science and Technology (Норвегія, з 2005 р.).
У 2003—2004 рр. — стипендіат Фонду Гумбольда (Фрідріх-Шіллер університет Йєна, ФРН), У 1998—2003 рр. — візитуючий професор Університету м. Ляйпціга (ФРН).

## Наукова діяльність
Наукові праці О. М. Тимохи на початку його наукової діяльності були присвячені створення варіаційного формалізму в задачах гідродинаміки стисливої рідини з вільною границею, а також створенню на цій основі математичної теорії нелінійної взаємодії поверхневих хвиль з акустичними полями (1984—1993 рр.)[джерело?]. Результатом стало, зокрема, математичне пояснення феномену «акустичного насосу» (експерименти 1967 р.)[джерело?]. Ним було введено поняття капілярно-звукових форм рівноваги[джерело?], доведено ряд теорем про стійкість цих форм[джерело?], а також досліджено властивості спектра відносних коливань[джерело?]. Паралельно він почав роботу над створенням теорії усереднення для крайових задач з вільною поверхнею гідродинамічного типу (1991—2004 рр.)[джерело?]. Базуючись доведених спектральних та варіаційних критеріях стійкості для так званих форм віброрівноваги (поняття вперше введено автором в 1993 р. та загальновизнаним у світовій літературі), О. М. Тимосі вдалося вперше, через майже 200 років після експериментального відкриття пояснити сплющення крапель Фарадея (1831 р.), а також ряд інших екзотичних гідродинамічних парадоксів, відкритих у 60-х роках минулого сторіччя[джерело?]. Його роботи стали теоретичною базою для програм експериментальних досліджень (the 65th ESA Parabolic Flight Campaign, the European Low Gravity Research Association, 2016—2017 рр.)[джерело?].
У своїх роботах він також узагальнює роботи академіка І. О. Луковського стосовно мультімодальних методів в задачах з вільною поверхнею гідродинамічного типу (1999—2010 рр).[джерело?] Ним, зокрема, доведено існування так званих діагональних резонансних хвиль (2003 р.), феномену, який було підтверджено Норвезькими експериментаторами у 2005 р.[джерело?]
У 2011—2012 рр. О. М. Тимохою створена математична теорія взаємодії обмеженого об'єму рідини, що частково заповнює бак, з перфорованими перегородками.[джерело?] Вона дозволила, зокрема, вперше теоретично пояснити феномени «міграції» та «розмноження» резонансних частот (експерименти Х. Абрамсон, 1963—1966 рр.).[джерело?] У 2017 р. ним дано математичне обґрунтування парадоксу Ікеда-Ібрагіма (Takashi Ikeda & Raouf Ibrahim, 2008 р.) втрати симетрії кругової резонансної хвилі в контейнерах квадратного перерізу.[джерело?]

## Нагороди
Нагороджений Медаллю Академії наук України з премією для молодих вчених (1994 р.).
Стипендіат Президента України для молодих вчених (1994—1995 рр.).
Премія НАН України імені М. М. Крилова (2001)

## Публікації
О. М. Тимоха є автором понад 200 наукових праць включно із 4 монографіями, дві з яких видано за кордоном (англійською, Cambridge University Press, та китайською мовами).